# Vielha e Mijaran
Vielha e Mijaran (nom català tradicional: Viella i Mitjaran; fins al 1984 Viella – Mitg-Aran) és un municipi de la Vall d'Aran, constituït l'any 1970 amb l'annexió de sis municipis aranesos amb Viella. Aquest últim és la capital aranesa, cap del municipi, de la Vall i del seu partit judicial. L'entitat ocupa 211,74 km² de la part central de la vall pirinenca, i correspon als terçons de Marcatosa i Castièro.
És un centre turístic de primer ordre, gràcies a l'entorn natural de tota la Vall d'Aran i a la seva situació de proximitat a les estacions d'esquí. Hi passa la carretera N-230 de Lleida a Eth Pònt de Rei, a la frontera francesa, a través del túnel de Viella, i en surt la carretera C-28, que comunica la vall amb el Pallars Sobirà a través de Salardú i el Port de la Bonaigua.

## Geografia
- Llista de topònims de Vielha e Mijaran (Orografia: muntanyes, serres, collades, indrets..; hidrografia: rius, fonts...; edificis: cases, masies, esglésies, etc).

### Localització
El municipi de Vielha e Mijaran, situat al centre de la comarca i presidit per la vila de Vielha, capital tradicional de la Vall d'Aran, tenia una extensió més reduïda fins al 1970, any que li foren agregats els municipis veïns de Betlan (24,9 km²), Arròs e Vila (28,4 km²), Escunhau (20,9 km²), Gausac (29,3 km²) i Vilac (21,9 km²), amb la qual cosa el nou municipi, de nom oficial Vielha e Mijaran, té avui 211,74 km².
El terme de Viella es troba a 980 msnm, al curs mitjà de la Garona dins la Vall d'Aran. Administrativament limita al nord amb Canejan, al nord-est i l'est amb Salardú, al sud amb Vilaller (Alta Ribagorça), al sud-oest amb Montanui i Benasc (Ribagorça) i a l'oest amb els també municipis aranesos de les Bordes i Vilamòs.
El seu àmbit territorial és comprès dins els límits físics següents: des del tuc d'Era Escaleta (2.457 m) fins al curs de la Garona, en direcció E-NE, fa de termenal amb les Bordes, seguint, principalment, el curs del Joèu, fins poc abans de la confluència amb el barranc de Gèles i travessant la Garona prop del pont d'Arròs.

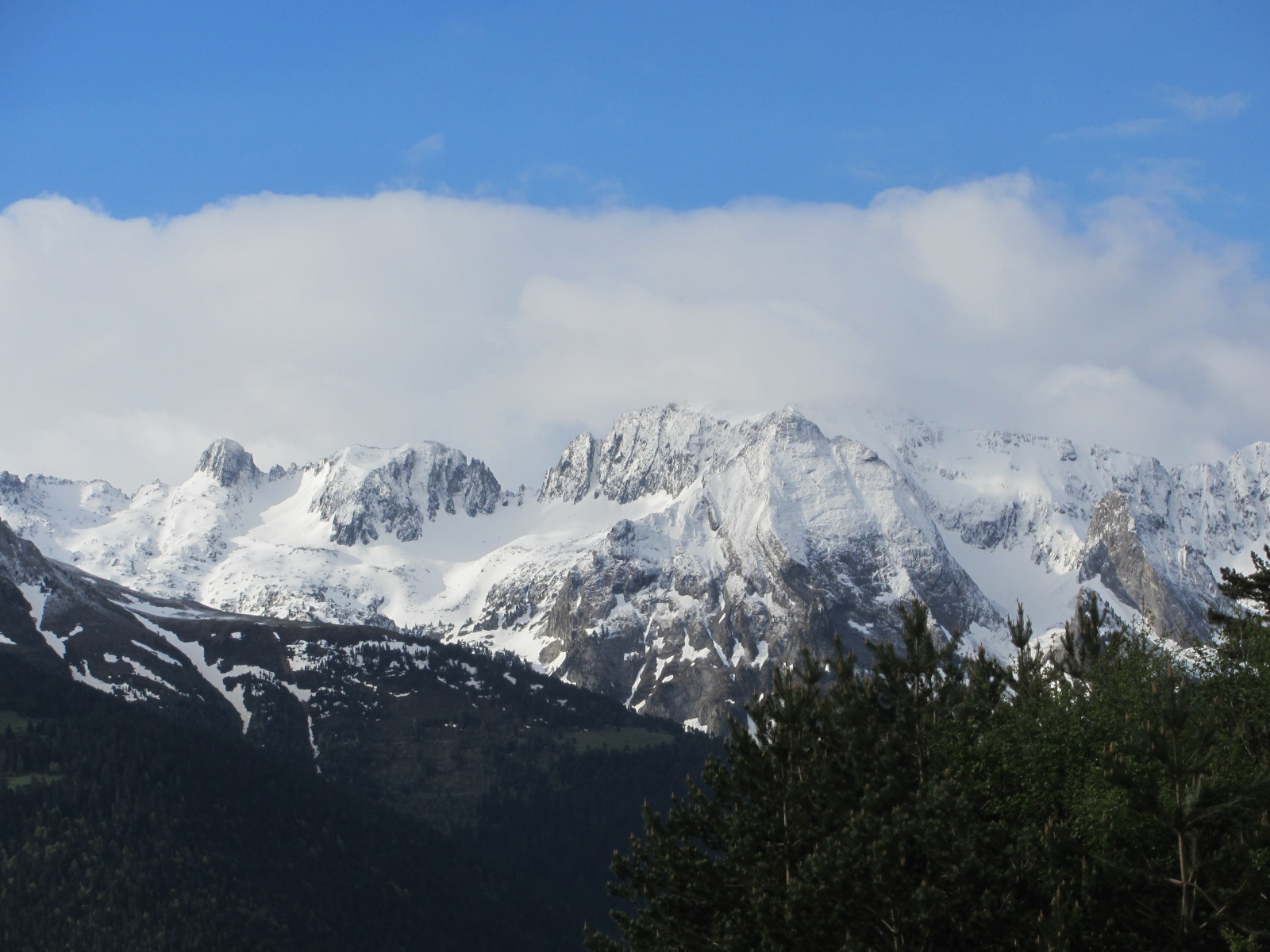
El Tuc de Sarrahèra

El límit amb Vilamòs és paral·lel pel vessant obac de la vall de Varradòs fins al coll d'Era Brracomica. Des d'aquest punt el termenal pren direcció est fent límit amb Canejan, passant pel tuc de Cauilha (2.321 m), el collet de Cauilha, el tuc de Güerri o d'Es Crabes (2.377 m) i l'Estanh Long de Liat. El termenal va en direcció SE seguint la capçalera de la Unhòla, ara ja al límit amb Salardú, amb el qual termeneja a llevant. Prop del sector d'Es Calhaus el termenal pren direcció SW passant pel collet de Varradòs, el tuc d'Era Pincèla (2.546 m), el d'Arenho (2.522 m), la serra de Cuenques, el tuc d'Espiargo o d'Ombrèr (2.252 m), el bony de Garòs (2.173 m), voreja el nucli de Casarilh, remunta el curs del barranc de Bargadèra, passa per Pujoalbo (2.528 m), i ja en direcció W, la tuca d'Era Aubeta (2.502 m), la de Betren (2.526 m), el coll de Bargadèra, el tuc de Sarrahèra (2.645 m), i ja en direcció S, el termenal passa entre el Lac de Rius (Salardú) i el Lac Redon, el port de Rius, el tuc de Conanglos (2.748 m), el coll de Conanglos i el tossal dels Estanyets (2.882 m).

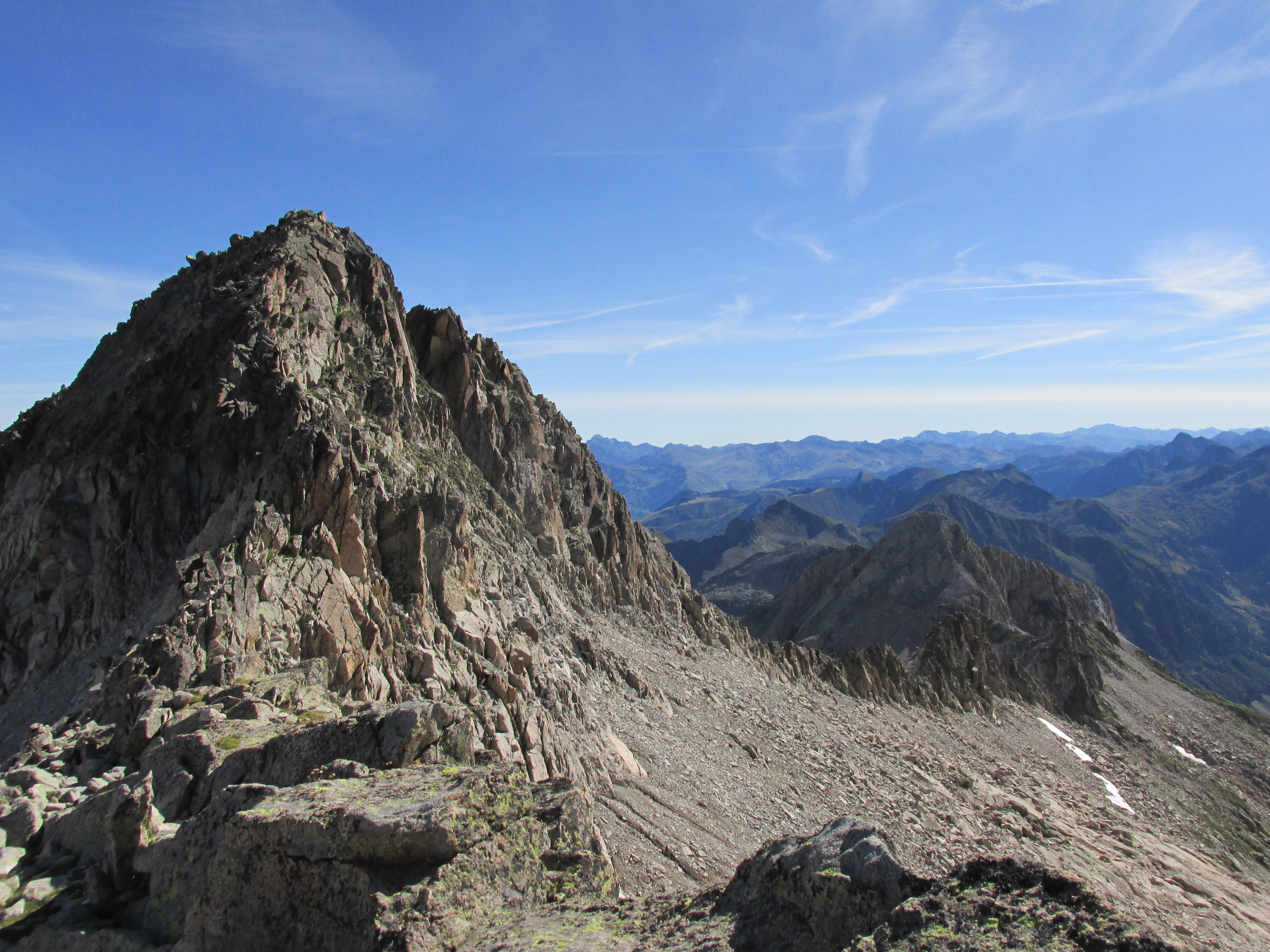
El cap d'èth Horo

Al sud termeneja amb Vilaller, municipi de la comarca de l'Alta Ribagorça, amb la qual fa límit pel tuc de Contesa (2.786 m), travessa el termenal el curs de la Noguera Ribagorçana i la carretera N-230. Des d'aquest punt el termenal fa límit amb el municipi ribagorçà de Montanui pel tossal de la Fontana de Viella (2.546 m), el tuc del Mig de la Tallada (2.774 m), el tuc de la Tallada o del Feixan (2.970 m), el pas del Cavall i el tuc de Molières (3.010 m), que és trifini dels termes de Viella, Montanui i Benasc. El termenal amb Benasc pren direcció NW passant pel coll de Molières, el cap d'Eth Hòro de Molières (2.975 m), el coll d'Alfred, el dels Aranesos, el mall d'Era Artiga (2.718 m), l'estany d'Eth Còth deth Hòro, la Pena Nera (2.576 m), la Tuca Blanca de Pomèro (2.697 m), el coll de Bargues, la tuca de Bargues (2.627 m), el port de la Picada i el cap de la Picada (2.598 m), trifini dels termes de Viella, Benasc i Luixon (França). El termenal, ja en direcció W, abans de tancar el límit municipal al tuc d'Era Escaleta, passa pel coll de Leinfèrn.
El terme de Vielha e Mijaran comprèn la vila de Vielha, cap del municipi i de la comarca de la Vall d'Aran, la també vila de Vilac, els pobles d'Arròs, Aubèrt, Betlan, Betren, Casarilh, Casau, Escunhau, Gausac, Mont, Montcorbau i Vila, el raval d'Eth Pònt d'Arròs, i la caseria de l'antic Hospital de Viella i Mijaran.

### Clima
El clima de Vielha és oceànic amb influència de muntanya, considerat cfb per la classificació climàtica de Köppen. Es caracteritza per hiverns freds, estius frescos i precipitacions abundants. La temperatura mitjana és de 9,6 °C, sent el mes més fred el gener, amb una temperatura mínima mitjana de -2.2 °C, i el mes més càlid és el juliol, amb una temperatura màxima mitjana de 24.7 °C. Les temperatures absolutes oscil·len dels -20.0 °C el 16 de gener de 1985 als 37.0 °C el 20 de juliol de 1989. No hi glaça els mesos estivals: juny, juliol i agost.
Quan a precipitacions, a Viella hi plou tot l'any amb abundància, amb una mitjana de 124,5 dies de precipitació. Hi cauen anualment 939,7 l/m², sent el mes més plujós el maig, amb 100,3 l/m², i el mes més sec el febrer, amb 60,1l/m². La màxima precipitació en 24 hores es va donar el 7 de novembre de 1982, quan van caure 169,5 l/m². A l'hivern les precipitacions solen ser de neu, amb el gruix màxim al desembre, amb 38 cm.

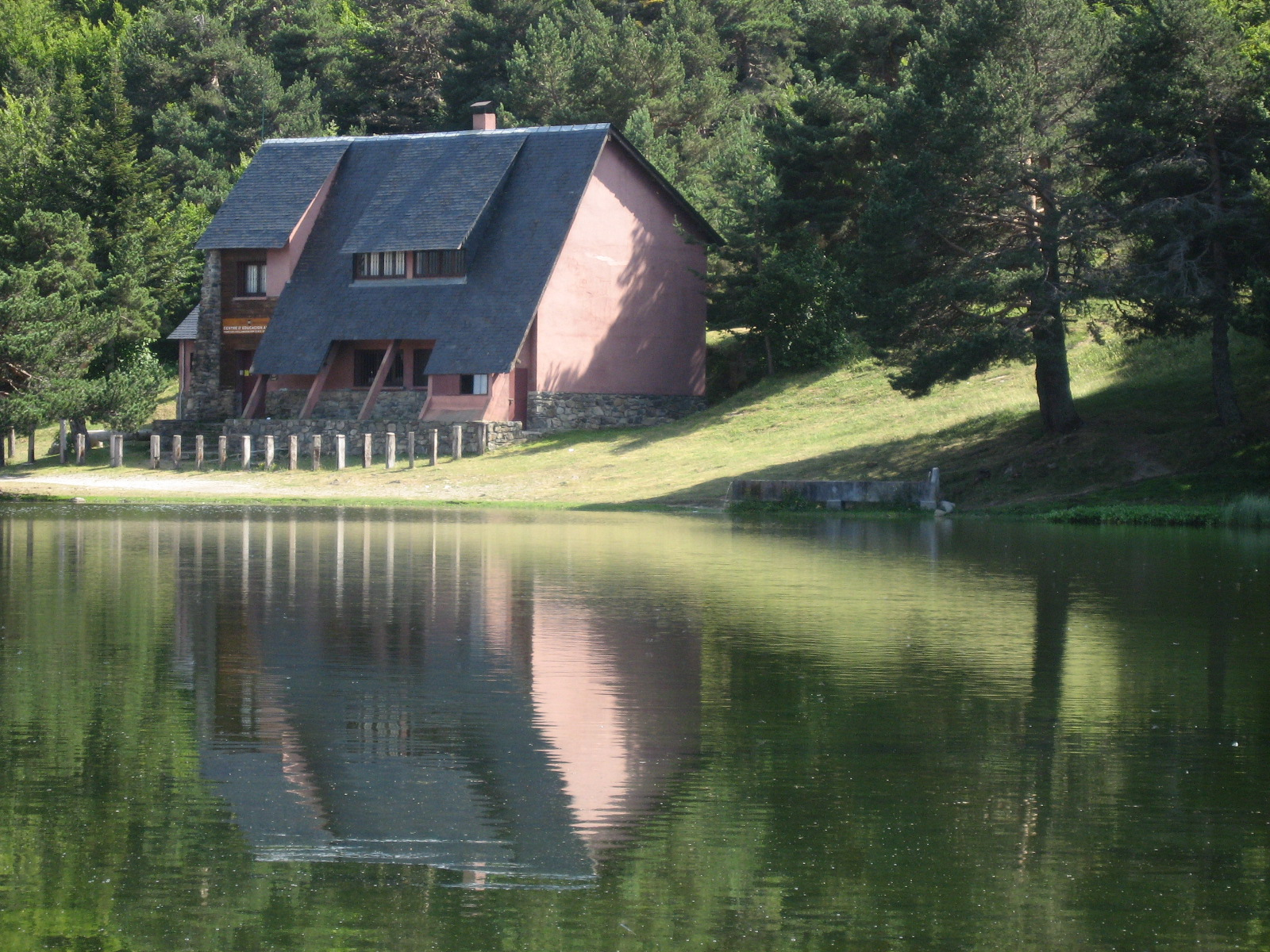
Refugi de la Bassa d'Oles, a 6 km de Viella

| Dades climàtiques a Viella                                             | Dades climàtiques a Viella | Dades climàtiques a Viella | Dades climàtiques a Viella | Dades climàtiques a Viella | Dades climàtiques a Viella | Dades climàtiques a Viella | Dades climàtiques a Viella | Dades climàtiques a Viella | Dades climàtiques a Viella | Dades climàtiques a Viella | Dades climàtiques a Viella | Dades climàtiques a Viella | Dades climàtiques a Viella |
| Mes                                                                    | gen                        | febr                       | març                       | abr                        | maig                       | juny                       | jul                        | ag                         | set                        | oct                        | nov                        | des                        | anual                      |
| ---------------------------------------------------------------------- | -------------------------- | -------------------------- | -------------------------- | -------------------------- | -------------------------- | -------------------------- | -------------------------- | -------------------------- | -------------------------- | -------------------------- | -------------------------- | -------------------------- | -------------------------- |
| Màxima rècord °C (°F)                                                  | 21.0 (69.8)                | 23.0 (73.4)                | 27.0 (80.6)                | 27.0 (80.6)                | 31.0 (87.8)                | 36.0 (96.8)                | 37.0 (98.6)                | 37.0 (98.6)                | 35.0 (95)                  | 28.0 (82.4)                | 25.0 (77)                  | 22.0 (71.6)                | 37.0 (98.6)                |
| Màxima mitjana °C (°F)                                                 | 7.3 (45.1)                 | 8.8 (47.8)                 | 11.3 (52.3)                | 13.0 (55.4)                | 17.2 (63)                  | 21.2 (70.2)                | 24.7 (76.5)                | 24.3 (75.7)                | 22.1 (71.8)                | 17.3 (63.1)                | 11.1 (52)                  | 7.1 (44.8)                 | 15.4 (59.7)                |
| Mitjana diària °C (°F)                                                 | 2.6 (36.7)                 | 3.6 (38.5)                 | 5.6 (42.1)                 | 7.6 (45.7)                 | 11.2 (52.2)                | 14.9 (58.8)                | 17.9 (64.2)                | 17.5 (63.5)                | 15.2 (59.4)                | 11.1 (52)                  | 5.9 (42.6)                 | 2.6 (36.7)                 | 9.6 (49.3)                 |
| Mínima mitjana °C (°F)                                                 | −2.2 (28)                  | −1.5 (29.3)                | −0.2 (31.6)                | 2.2 (36)                   | 5.3 (41.5)                 | 8.6 (47.5)                 | 11.2 (52.2)                | 10.8 (51.4)                | 8.4 (47.1)                 | 4.9 (40.8)                 | 0.7 (33.3)                 | −1.9 (28.6)                | 3.8 (38.8)                 |
| Mínima rècord °C (°F)                                                  | −20.0 (−4)                 | −19.0 (−2.2)               | −13.0 (8.6)                | −6.0 (21.2)                | −3.0 (26.6)                | 0.0 (32)                   | 3.0 (37.4)                 | 3.0 (37.4)                 | −1.0 (30.2)                | −6.0 (21.2)                | −14.0 (6.8)                | −16.0 (3.2)                | −20.0 (−4)                 |
| Precipitació mitjana mm (polzades)                                     | 75.1 (2.957)               | 60.1 (2.366)               | 63.6 (2.504)               | 89.7 (3.531)               | 100.3 (3.949)              | 78.1 (3.075)               | 64.5 (2.539)               | 78.6 (3.094)               | 73.6 (2.898)               | 69.1 (2.72)                | 95.9 (3.776)               | 91.1 (3.587)               | 939.7 (36.996)             |
| Neu mitjana cm (polzades)                                              | 28.5 (11.22)               | 31.0 (12.2)                | 22.0 (8.66)                | 2.5 (0.98)                 | 1.5 (0.59)                 | 0 (0)                      | 0 (0)                      | 0 (0)                      | 0.1 (0.04)                 | 9.5 (3.74)                 | 13.5 (5.31)                | 38.0 (14.96)               | 146.6 (57.72)              |
| Mitjana de dies de precipitació                                        | 11.0                       | 10.1                       | 11.4                       | 13.6                       | 12.9                       | 10.9                       | 7.8                        | 8.8                        | 8.2                        | 8.9                        | 9.9                        | 11.0                       | 124.5                      |
| Mitjana de dies de pluja                                               | 1.4                        | 0.8                        | 6.2                        | 12.1                       | 12.7                       | 10.9                       | 7.8                        | 8.8                        | 8.1                        | 5.1                        | 3.0                        | 1.8                        | 78.7                       |
| Mitjana de dies de neu                                                 | 9.1                        | 9.3                        | 5.2                        | 1.5                        | 0.2                        | 0                          | 0                          | 0                          | 0.1                        | 3.8                        | 6.9                        | 9.2                        | 42.3                       |
| Mitjana de dies de gelada                                              | 19.6                       | 15.6                       | 14.2                       | 6.7                        | 2.1                        | 0.1                        | 0.0                        | 0.0                        | 1.5                        | 3.3                        | 11.3                       | 18.7                       | 93.0                       |
| Mitjana mensual d'hores de sol                                         | 72.5                       | 105.0                      | 155.1                      | 176.1                      | 199.2                      | 216.6                      | 247.6                      | 228.8                      | 195.0                      | 128.2                      | 78.0                       | 55.3                       | 1.857,4                    |
| Font #1: Servei Meteorològic de Catalunya                              |                            |                            |                            |                            |                            |                            |                            |                            |                            |                            |                            |                            |                            |
| Font #2: Servei Meteorològic de Catalunya (anuari de dades, 2003–2014) |                            |                            |                            |                            |                            |                            |                            |                            |                            |                            |                            |                            |                            |

## Política
Des de les primeres eleccions democràtiques després del franquisme, el 1979, fins al 1987, l'Ajuntament de Vielha e Mijaran va estar dirigit per un grup d'independents encapçalats per Xavier Tous Adema. El 1987, però, guanyà les eleccions Josep Calbetó Giménez, presentant-se amb Convergència i Unió (CiU), batlle que governà el municipi durant tres legislatures, l'última de les quals com a independent. El 1999 fou investit alcalde l'independent Joan Pau Perdices Pla, que governà fins al 2003 quan obtingué la batllia Joan Riu Llonch, d'Unitat d'Aran-PSC. No obstant això, el 2007 una coalició entre el Partit Popular (PP) i Convergència i Unió (CiU) va permetre que ambdós partits governessin el municipi, i els dos caps de llista es van partir la batllia en dos anys cadascú. El 2011 continuà el govern de CiU al municipi, però ara encapçalat per Àlex Moga Vidal i sense el PP. Tanmateix, el 2015 el partit guanyador va ser el PSC, la qual cosa va permetre a l'actual alcalde socialista Joan Antoni Serrano Iglesias esdevenir batlle del municipi. En les eleccions del 2019 va resultar guanyador el mateix polític.
En les eleccions municipals de 2015 la participació a Vielha e Mijaran va ser de 2.442 vots (65,95%), 40 dels quals van ser vots nuls (1,64%) i 58 en blanc (2,41%). S'escolliren un total de 13 regidors, el mateix nombre que en les eleccions del 2011. Fou investit alcalde el socialista Juan Antonio Serrano Iglesias. Va revalidar el càrrec a les eleccions municipals de 2019 i 2023.
| Candidatura | Candidatura                                | Cap de llista                 | Vots  | Regidors | % vots |
| ----------- | ------------------------------------------ | ----------------------------- | ----- | -------- | ------ |
|             | Unitat d'Aran (UA-PSC-CP)                  | Juan Antonio Serrano Iglesias | 1.121 | 7        | 46,57% |
|             | Convergència Democràtica Aranesa (CDA-PNA) | Alejandro Moga Vidal          | 929   | 5        | 38,68% |
|             | Ciutadans (C's)                            | Javier Rivas Escamilla        | 174   | 1        | 7,24%  |
|             | Partit Popular Català (PPC)                | Jaime Joaquin Alexandre Faure | 120   | 0        | 5,00%  |
|             | Altres                                     | -                             | 98    | -        | 3,05%  |
| Total       | Total                                      | 2.442                         | 2.442 | 13       | 100    |

| Nom dels regidors | Nom dels regidors             | Partit polític |
| ----------------- | ----------------------------- | -------------- |
|                   | Juan Antonio Serrano Iglesias | UA-PSC-CP      |
|                   | Jacinto Cuny Moga             | UA-PSC-CP      |
|                   | Maria Vergés Pérez            | UA-PSC-CP      |
|                   | Rufino Martínez Cau           | UA-PSC-CP      |
|                   | Elena Vidal Diaz              | UA-PSC-CP      |
|                   | Ramon Gonzalez Pujol          | UA-PSC-CP      |
|                   | Alberto López López           | UA-PSC-CP      |
|                   | Alejandro Moga Vidal          | CDA-PNA        |
|                   | Joan Pau Perdices Pla         | CDA-PNA        |
|                   | Maria Luisa Estevez Sans      | CDA-PNA        |
|                   | Agustí Calbetó                | CDA-PNA        |
|                   | Montse Garcia Roca            | CDA-PNA        |
|                   | Javier Rivas Escamilla        | C's            |

| Període     | Alcalde o alcaldessa                        | Partit polític                  | Data de possessió     | Observacions |
| ----------- | ------------------------------------------- | ------------------------------- | --------------------- | ------------ |
| 1979–1983   | Xavier Tous Adema                           | Logotip d'UA                    | 19/04/1979            | --           |
| 1983–1987   | Xavier Tous Adema                           | Logotip d'UA                    | 28/05/1983            | --           |
| 1987–1991   | Josep Calbetó Giménez                       | Logotip de CDA                  | 30/06/1987            | --           |
| 1991–1995   | Josep Calbetó Giménez                       | Logotip de CDA                  | 15/06/1991            | --           |
| 1995–1999   | Josep Calbetó Giménez                       | Logotip d'UDA                   | 17/06/1995            | --           |
| 1999–2003   | Joan Pau Perdices Pla                       | Logotip de CDA                  | 03/07/1999            | --           |
| 2003–2007   | Joan Riu Llonch                             | Logotip d'UA                    | 14/06/2003            | --           |
| 2007–2011   | Josep Calbetó Giménez Joan Pau Perdices Pla | Logotip del PP · Logotip de CDA | 16/06/2007 03/04/2009 | --           |
| 2011–2015   | Àlex Moga Vidal                             | Logotip de CDA                  | 11/06/2011            | --           |
| 2015–2019   | Juan Antonio Serrano Iglesias               | Logotip d'UA                    | 13/06/2015            | --           |
| 2019-2023   | Juan Antonio Serrano Iglesias               | Logotip d'UA                    | 15/06/2019            | --           |
| Des de 2023 | Juan Antonio Serrano Iglesias               | Logotip d'UA                    | 17/06/2023            | [ 6 ]        |

## Economia
És el centre turístic, comercial i de serveis de la vall, amb una àmplia gamma de restaurants, comerços, i allotjament, d'entre els quals destaca el Parador de Turisme de Viella, inaugurat el 1967. A nivell esportiu, destaca el palau de gel i els esports d'aventura que s'hi poden realitzar, l'esquí i qualsevol activitat lligada al turisme d'alta muntanya.
La central hidroelèctrica, inaugurada el 1947, utilitza l'aigua del riu Garona.
L'agricultura compta amb alguns prats regats i de secà, algunes hectàrees de farratge de regadiu, de patates de secà i 100 de sègol. Hi ha ramaderia bovina, ovina i cavallina, però la quantitat de bestiar ha minvat de manera considerable. Tradicionalment s'han celebrat tres fires ramaderes, però actualment només es conserva la del 8 d'octubre, a més del mercat setmanal. La indústria drapera, tradicional a la Vall d'Aran, ja no es conserva; es fabricava teixit de lli i cànem. Les dues serradores i la petita indústria lletera també han desaparegut.
L'any 1985 es va obrir un nou hospital, més gran i amb pista d'helicòpters.

## Demografia
| 1497 f | 1515 f | 1553 f | 1717 | 1787  | 1857  | 1877  | 1887  | 1900  | 1910  |
| ------ | ------ | ------ | ---- | ----- | ----- | ----- | ----- | ----- | ----- |
| -      | -      | 237    | -    | 1.899 | 2.910 | 2.254 | 2.268 | 1.995 | 1.879 |

| 1920  | 1930  | 1940  | 1950  | 1960  | 1970  | 1981  | 1990  | 1992  | 1994  |
| ----- | ----- | ----- | ----- | ----- | ----- | ----- | ----- | ----- | ----- |
| 1.866 | 1.917 | 1.530 | 2.139 | 2.206 | 2.142 | 2.961 | 3.262 | 3.309 | 3.309 |

| 1996  | 1998  | 2000  | 2002  | 2004  | 2006  | 2008  | 2010  | 2012  | 2014  |
| ----- | ----- | ----- | ----- | ----- | ----- | ----- | ----- | ----- | ----- |
| 3.692 | 3.896 | 4.139 | 4.352 | 4.838 | 5.239 | 5.633 | 5.636 | 5.454 | 5.474 |

| 2016  | 2018  | 2020  | 2022  | 2024  | 2026 | 2028 | 2030 | 2032 | 2034 |
| ----- | ----- | ----- | ----- | ----- | ---- | ---- | ---- | ---- | ---- |
| 5.459 | 5.493 | 5.611 | 5.581 | 5.832 | -    | -    | -    | -    | -    |

- Les dades anteriors al 1970 són la suma dels antics municipis.

| Entitat de població | Habitants (2024) |
| Viella              | 3.657            |
| Betren              | 549              |
| Gausac              | 546              |
| Vilac               | 229              |
| Aubèrt              | 200              |
| Arròs               | 123              |
| Escunhau            | 111              |
| Mont                | 101              |
| Casarilh            | 88               |
| Casau               | 75               |
| Vila                | 63               |
| Betlan              | 29               |
| Montcorbau          | 22               |
| Font: Idescat       |                  |

## Llocs d'interès
A Vielha

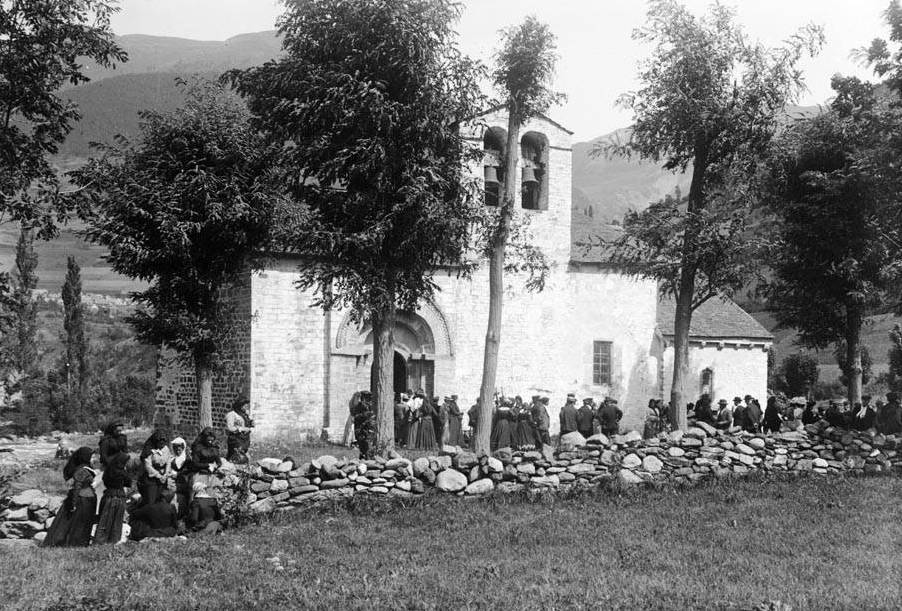
Santa Maria de Mijaran abans de ser destruïda en una fotografia de 1902

- Església de Sant Miquèu, amb elements romànics i gòtics (en destaca la portalada), allotja el Crist de Mijaran, talla romànica considerada la principal mostra escultòrica de l'Aran.
- El Musèu dera Val d'Aran, instal·lat a la Tor deth Generau Martinhon, casa senyorial del segle xvii que exhibeix diversos aspectes i elements de la geologia, la vegetació, la fauna, la climatologia, la història, l'arqueologia, l'art, la llengua i l'etnologia de la vall.
- Diverses cases i palaus de la part vella de la vila, a la dreta del riu Nere, com ara Çò de Rodés, Çò de Fedusa o Çò de Burgaròl.
- La Fabrica dera Lan, edifici del segle xix dedicat a mostrar l'antiga indústria de la llana.[9]
- El Parador de Turisme, dalt el turó d'Eth Castèth, construït el 1966.
- El Palai de Gèu (Palau de Gel), modern poliesportiu i pista de gel, construït l'any 1994 i inaugurat per l'aleshores President de la Generalitat Jordi Pujol.
- Restes de l'església de Santa Maria de Mijaran.

A altres pobles:
- Església de Sant Esteve de Betren, d'estil romànic i gòtic, considerada com un dels més bells exemplars de l'Aran
- Església de Sant Martí de Gausac, d'estil gòtic
- Església romànica de Sant Pere d'Escunhau, del segle xii
- A Escunhau també hi podem trobar antigues cases nobles, algunes amb finestres del segle xv; la de Perejoan data del 1393

## Festes locals
- Arròs: 29 d'agost
- Aubert: 11 de novembre
- Betlan: 5 d'agost
- Betren: 7 d'octubre
- Casarilh: 21 de desembre
- Casau: 25 de juliol
- Escunhau: 29 de juny
- Gausac: 17 d'agost
- Mont: 10 d'agost
- Montcorbau: 3 d'agost

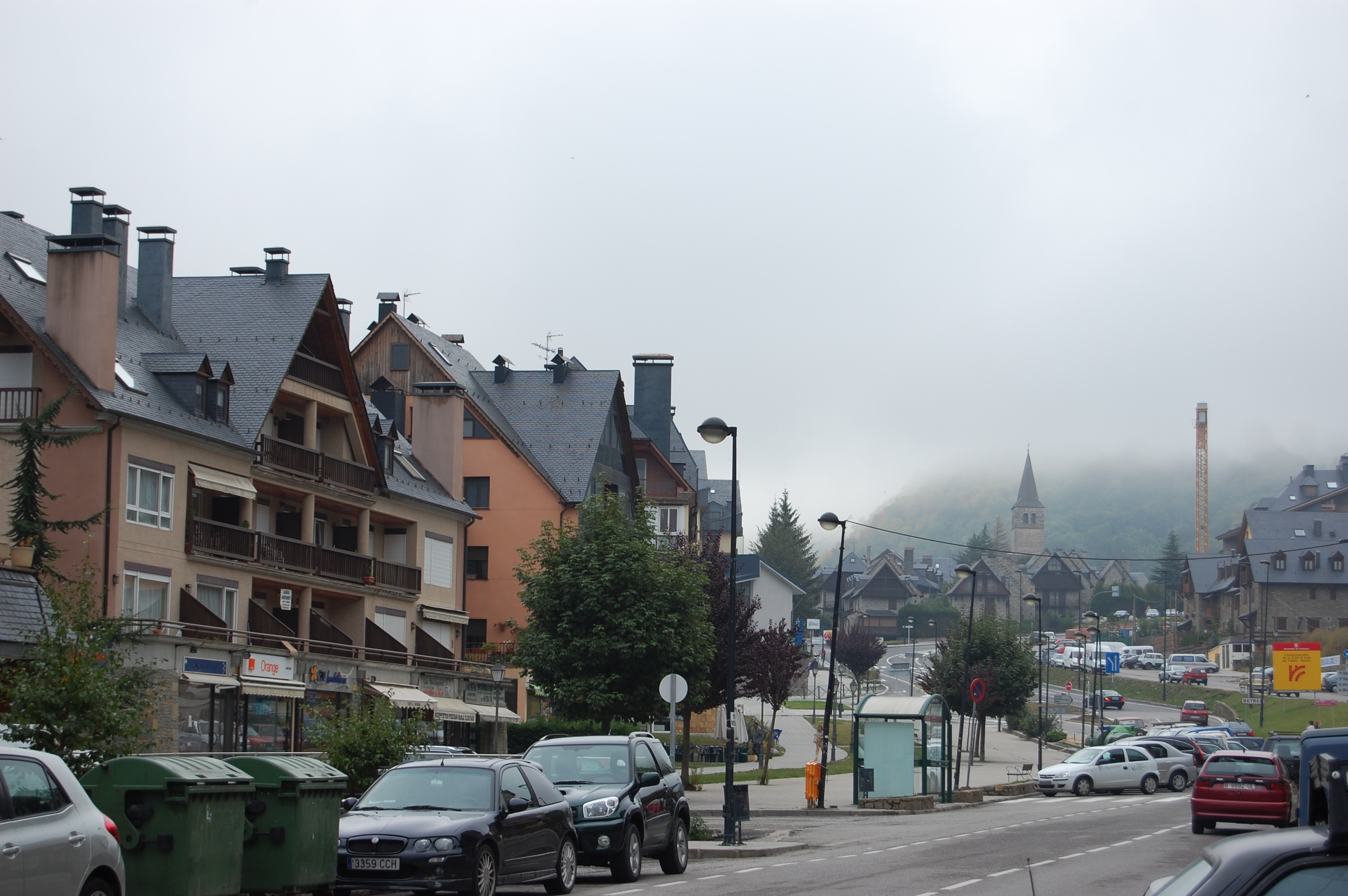
Vista de Betren

- Vielha: 8 de setembre i 8 d'octubre
- Vila: 17 d'agost
- Vilac: 1 d'agost

## Altres festes i celebracions
- Carnaval de Vielha (febrer)[11]
- Hèsta d'Aran: Dia Nacional de la Val d'Aran (17 de juny)
- Sant Joan (23 de juny)
- Hèira d'artesans dera Val d'Aran e des Pirenèus: fira d'artesania (15 i 16 de juliol)
- Aran per sa lengua: cursa en defensa de l'aranès, organitzat pel col·lectiu "Lengua Viua" (juliol)[12]
- Festa major de Vielha (del 6 a l'11 de setembre)
- Fira de bestiar: comercial i ramadera (8 d'octubre)
- AnticVielha: fira d'antiguitats, brocanters i col·leccionisme de Vielha-Mijaran (del 28 de desembre al 4 de gener)